# 여신학
여신학(女神學, thealogy)은 여성의 신성(神性)을 연구하는 학문이다.
여성에 대해 억압적인 제도를 개혁하고 생활 속에서 여성주의를 실천하는 일에 중점을 두었던 여성운동계는 '여성주의 영성운동'에 주목하게 되었다. 이는 단순히 남성 중심의 종교문화에 대한 비판에서 그치는 것이 아니라 제도권 종교 밖에서 여신 상징과 의례들을 발굴·창출하면서 '여성주의 영성'을 형성하고자 하였다. 1960년대 미국에서 시작된 '여성주의 영성운동'은 가부장제가 시작되기 이전 역사 시기의 여신숭배 시대와 여신 전통을 주장했고, 이러한 흐름은 '여신학'을 탄생시켰다.

## 예시

### 해외
고고학자 마리야 김부타스는 1960년대에 UCLA에 소속되어 15년가량 지중해 주변 구 유고슬라비아 및 마케도니아 지역 신석기 문화 발굴단장으로 활동하였는데, 이 때 인류문명의 새로운 패러다임을 발견하였다. 그의 발굴 활동을 통해 선사 시대 여신문명의 존재가 밝혀지고 청동기 문명권의 침입과 함께 남성 중심의 폭력적이고 가부장적 사회가 건설되는 과정의 유물들이 확인되면서, 최소 2만 5천년 동안 지속된 정치적·사회적·종교적으로 양성이 평등하고 평화로웠던 모계 사회의 면모들이 드러났다.

### 국내
대한민국 학자들은 '제주 여성 신화'의 원형을 발굴하는 작업 등을 통하여 대한민국 여신학의 흐름을 새롭게 만들어 갔다. 여성학자 김신명숙은 서울대학교 여성학 협동과정에서 처음 배출한 박사학위 취득자 3명 가운데 한 명으로서, 대한민국 내에서는 처음으로 '여신학'으로 박사학위('서구 여신담론과 관음여신의 대안 가능성')를 받았고, 여신학을 여성운동 현장에 새롭게 접목하고자 하였다.

## 관련 자료

### 서적
- Marija Gimbutas. 《The Language of the Goddess》. Thames & Hudson. 2001년. ISBN 0500282498
- Marija Gimbutas. 《The Goddesses and Gods of Old Europe》. Univ of California Pr. 2007년. ISBN 9780520253988
- 고혜경. 《태초에 할망이 있었다》. 한겨레출판사. 2010년. ISBN 9788984314054[12]
- Carol Patrice Christ·Judith Plaskow 저. 김영희·이연숙·김명주 역. 《Womanspirit Rising(여성의 성스러움)》. 충남대학교출판문화원. 2011년. ISBN 9788975993954
- Helen Hye-Sook Hwang·Kaalii Cargill. 《She Rises》. Mago Books. June 21, 2015. ISBN 1514257696

### 소설
- 파울로 코엘료 저. 임두빈 역. 《포르토벨로의 마녀》. 문학동네. 2007년. ISBN 9788954603904[13]

### 음악
- 안혜경. 《4집 마가이아움(Magaiawomb)》. 2013년.[14]

### 영화
- 한스 크리스티안 안데르센·크리스 벅·제니퍼 리·셰인 모리스. 《겨울왕국》. 월트 디즈니 애니메이션 스튜디오. 2013년.[15]

## 같이 보기
- 여성문화예술기획
- 마리야 김부타스